# Bahnhof Okachimachi
Der Bahnhof Okachimachi (jap. 御徒町駅, Okachimachi-eki) ist ein Bahnhof in der japanischen Hauptstadt Tokio. Er wird von der Bahngesellschaft JR East betrieben und steht im Südwesten des Bezirks Taitō.

## Verbindungen
Okachimachi ist ein Zwischenbahnhof an der Keihin-Tōhoku-Linie und an der Yamanote-Linie, die beide durch die Bahngesellschaft JR East betrieben werden. Erstere verbindet Ōmiya mit Tokio und Yokohama sowie daran anschließend auf der Negishi-Linie mit Ōfuna. Tagsüber fahren die Nahverkehrszüge alle fünf Minuten, während der Hauptverkehrszeit alle drei bis vier Minuten. Somit werden jede Stunde zwischen 12 und 20 Züge angeboten. Ähnlich dicht ist der Verkehr auf der ringförmig rund um das Tokioter Stadtzentrum verlaufenden Yamanote-Linie: Tagsüber in beiden Richtungen zwölf Züge je Stunde, während der Hauptverkehrszeit bis zu 18 Züge.
Unterirdische Fußgängerpassagen verbinden den Bahnhof Okachimachi mit drei U-Bahnhöfen in kurzer Entfernung. Es sind dies Naka-okachimachi an der Hibiya-Linie, Ueno-hirokōji an der Ginza-Linie und Ueno-okachimachi an der Ōedo-Linie. An der Hauptstraße Kasuga-dōri, die unter den Viadukt hindurch führt, hält eine Buslinie der Gesellschaft Toei Bus. Zehn weitere Linien halten in etwa 200 Metern Entfernung beim U-Bahnhof Ueno-okachimachi.

## Anlage
Der Bahnhof steht im gleichnamigen Stadtteil, der zum Tokioter Bezirk Taitō gehört. Er bildet das südliche Ende der Ameyoko-Einkaufsstraße, die entlang an der Westseite der Gleise führt und bis zum benachbarten Bahnhof Ueno reicht. Das Gebiet östlich des Bahnhofs ist von zahlreichen Juwelierläden geprägt. Die Anlage ist von Norden nach Süden ausgerichtet und befindet sich auf einem breiten Viadukt. Sie umfasst vier Gleise, die alle dem Personenverkehr dienen und an zwei Mittelbahnsteigen liegen. Die Gleise sind nach Fahrtrichtung gruppiert, mit der Yamanote-Linie in der Mitte und der Keihin-Tōhoku-Linie an den Seiten. Parallel dazu verläuft die Trasse der Ueno-Tokio-Linie, die aber keine Bahnsteige besitzt, sodass die Züge hier ohne Halt durchfahren. Es gibt zwei Eingangsbereiche, an der Hauptstraße Kasuga-dōri und am südlichen Ende der Bahnsteige in Richtung Akihabara. Der Zugang erfolgt über Treppen und Aufzüge.
Im Fiskaljahr 2019 nutzten durchschnittlich 69.666 Fahrgäste täglich den Bahnhof.

## Bilder

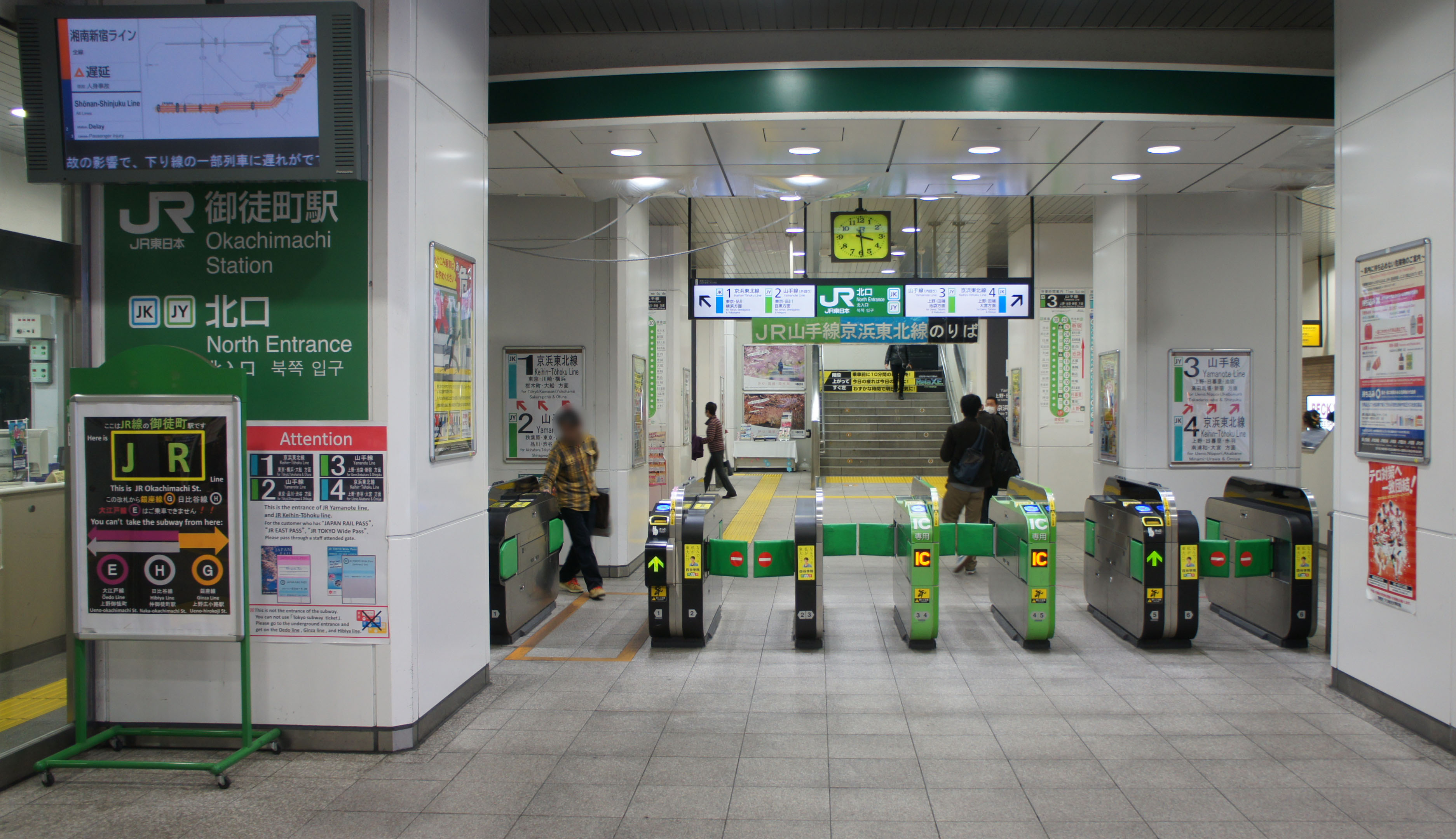
Bahnsteigsperren
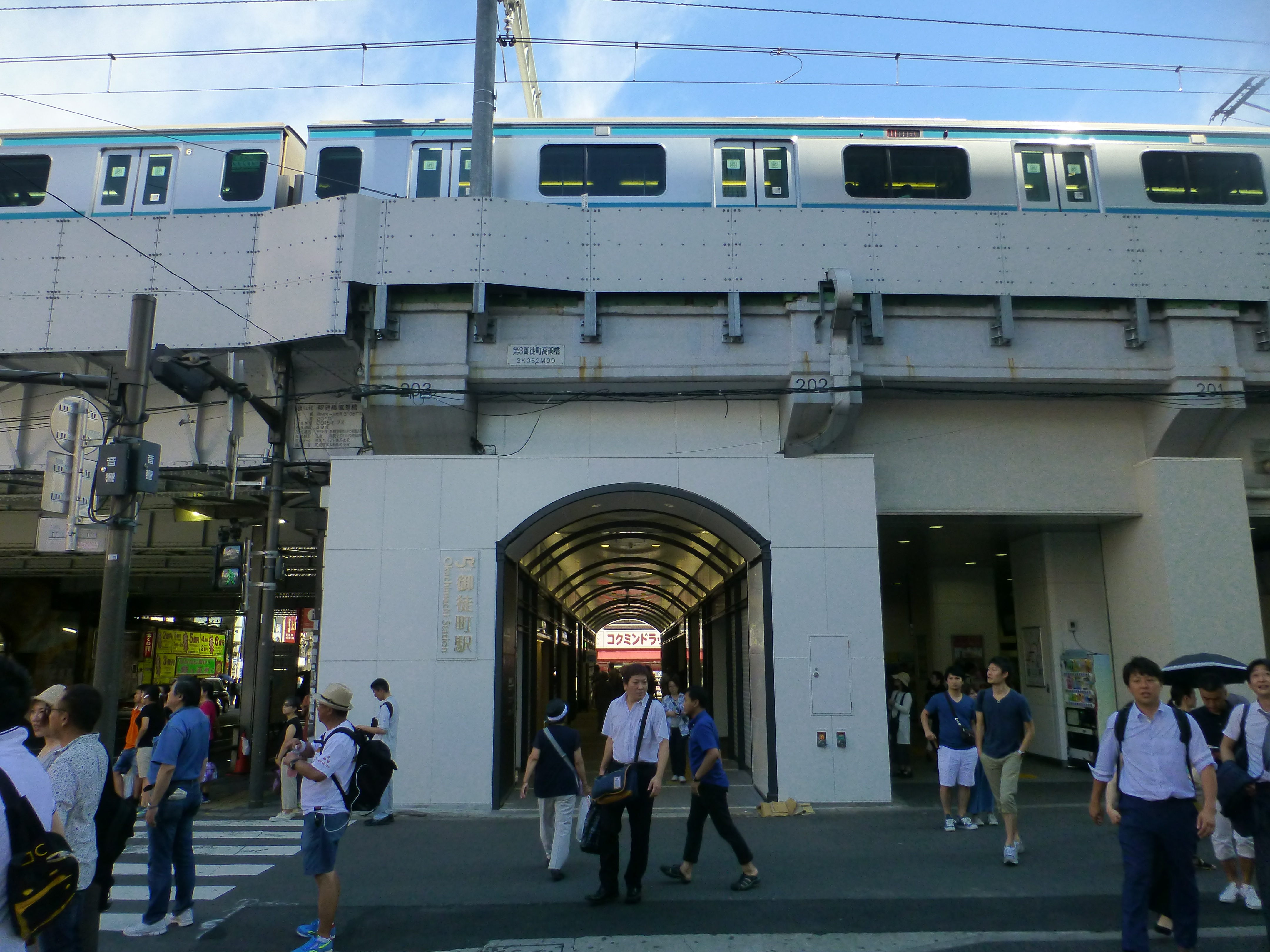
Nordeingang
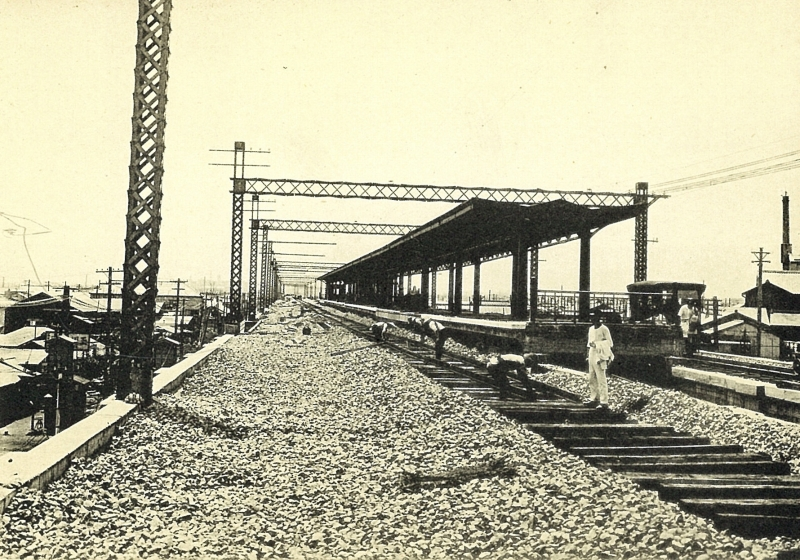
Der Bahnhof kurz vor der Fertigstellung (1925)

## Gleise
| 1 | ▉ Keihin-Tōhoku-Linie | Tokio • Shinagawa • Kawasaki • Yokohama |
| 2 | ▉ Yamanote-Linie      | Tokio • Shinagawa • Shibuya             |
| 3 | ▉ Yamanote-Linie      | Ueno • Tabata • Ikebukuro • Shinjuku    |
| 4 | ▉ Keihin-Tōhoku-Linie | Ueno • Akabane • Ōmiya                  |

## Linien
| Verlauf der Keihin-Tōhoku-Linie / Negishi-Linie |
| --- |
| Ōmiya • Saitama-Shintoshin • Yono • Kita-Urawa • Urawa • Minami-Urawa • Warabi • Nishi-Kawaguchi • Kawaguchi • Akabane • Higashi-Jūjō • Ōji • Kami-Nakazato • Tabata • Nishi-Nippori • Nippori • Uguisudani • Ueno • Okachimachi • Akihabara • Kanda • Tokyo • Yūrakuchō • Shimbashi • Hamamatsuchō • Tamachi • Takanawa Gateway • Shinagawa • Ōimachi • Ōmori • Kamata • Kawasaki • Tsurumi • Shin-Koyasu • Higashi-Kanagawa • Yokohama • Sakuragichō • Kannai • Ishikawachō • Yamate • Negishi • Isogo • Shin-Sugita • Yōkōdai • Kōnandai • Hongōdai • Ōfuna |

| Verlauf der Yamanote-Linie |
| --- |
| Shinagawa • Ōsaki • Gotanda • Meguro • Ebisu • Shibuya • Harajuku • Yoyogi • Shinjuku • Shin-Ōkubo • Takadanobaba • Mejiro • Ikebukuro • Ōtsuka • Sugamo • Komagome • Tabata • Nishi-Nippori • Nippori • Uguisudani • Ueno • Okachimachi • Akihabara • Kanda • Tokyo • Yūrakuchō • Shimbashi • Hamamatsuchō • Tamachi • Takanawa Gateway • Shinagawa |

## Geschichte
Während der Edo-Zeit war Okachimachi die Stadt (machi) der kachi; dabei handelte es sich um Samurai von niedrigem Rang, die keine Pferde reiten durften. Als Folge der Meiji-Restauration verschwanden die Samurai und an ihre Stelle traten Händler, die sich im Laufe der Jahre zunehmend auf Schmuck spezialisierten. Mit der Zeit entwickelte sich Okachimachi zu Japans führendem Zentrum der Juweliere, mit Hunderten von spezialisierten Geschäften, die heute noch die Gegend prägen. Das Eisenbahnministerium eröffnete den Bahnhof am 1. November 1925, zusammen mit der Viaduktstrecke der Tōhoku-Hauptlinie zwischen den Bahnhöfen Kanda und Ueno. Sie ermöglichte die Einführung des Ringbetriebs auf der Yamanote-Linie und am 1. November 1928 die Verlängerung der Keihin-Tōhoku-Linie von Tokio über Ueno nach Akabane. Nach dem Ende des Pazifikkriegs bestand rund um den Bahnhof ein bedeutender Schwarzmarkt, der vor allem für den Handel mit Uhren bekannt war. Seit den 1990er Jahren kamen neben den Schmuck- und Uhrenläden auch Geschäfte für vielerlei alltägliche Dinge hinzu.
Im Rahmen der Privatisierung der Japanischen Staatsbahn ging der Bahnhof am 1. April 1987 in den Besitz der neuen Gesellschaft JR East über. Beim Bau der Verlängerung der Schnellfahrstrecke Tōhoku-Shinkansen ereignete sich am 22. Januar 1990 ein Unfall, als die Fahrbahndecke der Kasuga-dōri im Bereich des Viadukts einsackte. Es wird vermutet, dass für den Tunnelvortrieb absichtlich zu wenig Bodenhärtemittel eingesetzt wurden. 17 Menschen erlitten Verletzungen, als mehrere Autos in das entstandene Loch stürzten. Im März 2014 stattete JR East die Bahnsteige der Yamanote-Linie mit Bahnsteigtüren aus, im Dezember 2018 auch jene der Keihin-Tōhoku-Linie.